# Josef Leopold Zvonař

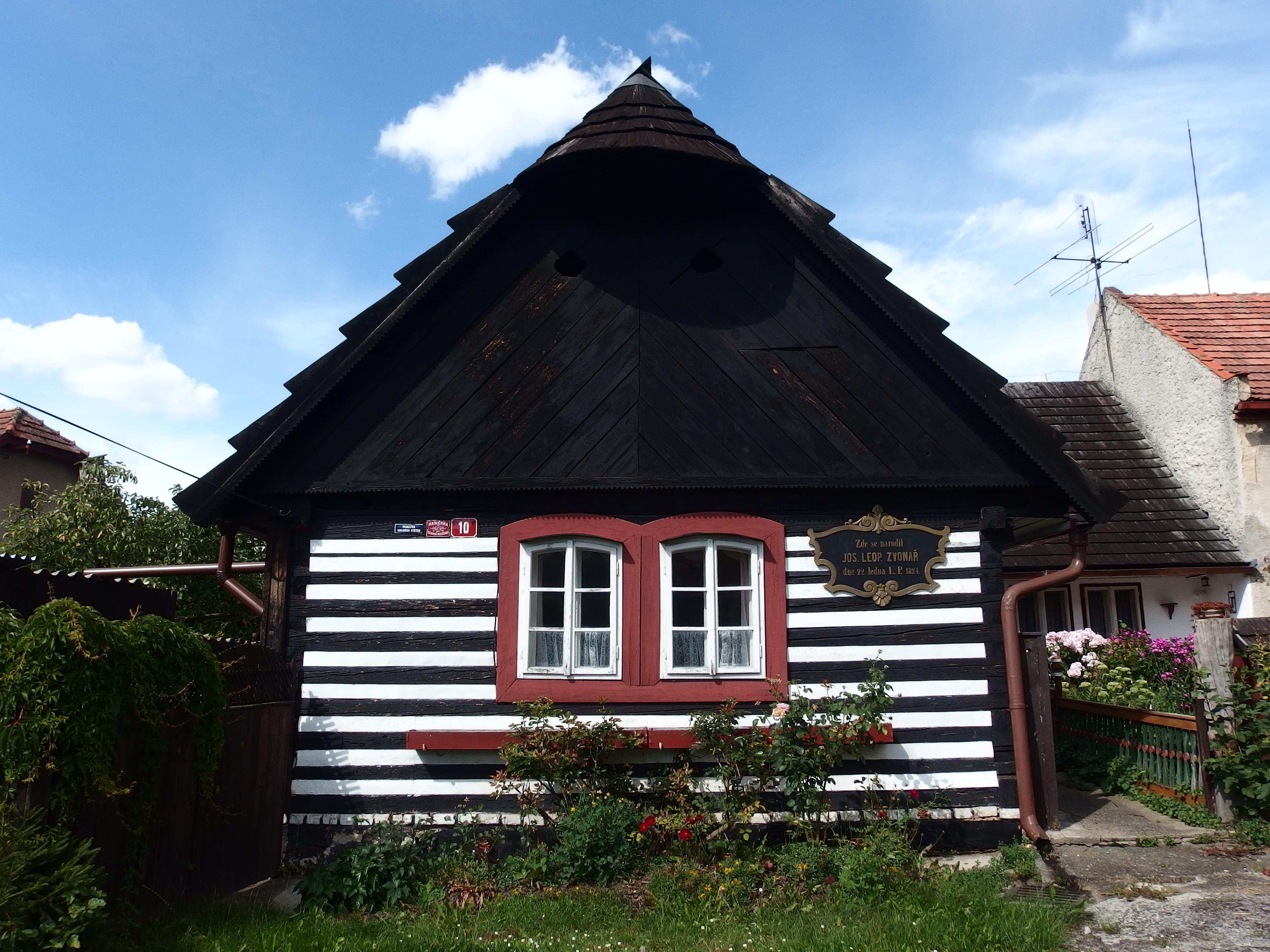
Rodný dům J.L.Zvonaře

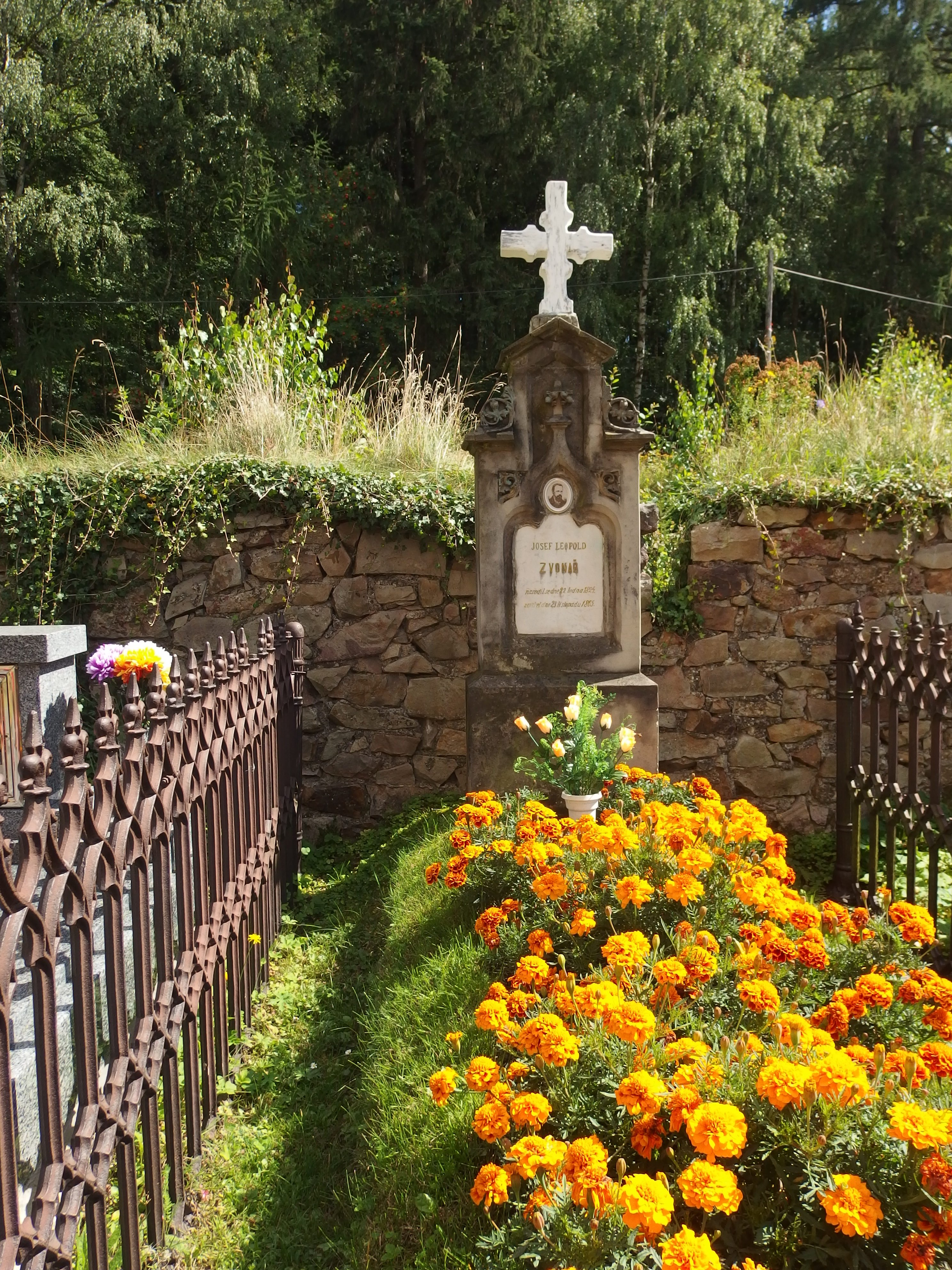
Hrob na hřbitově v Kublově

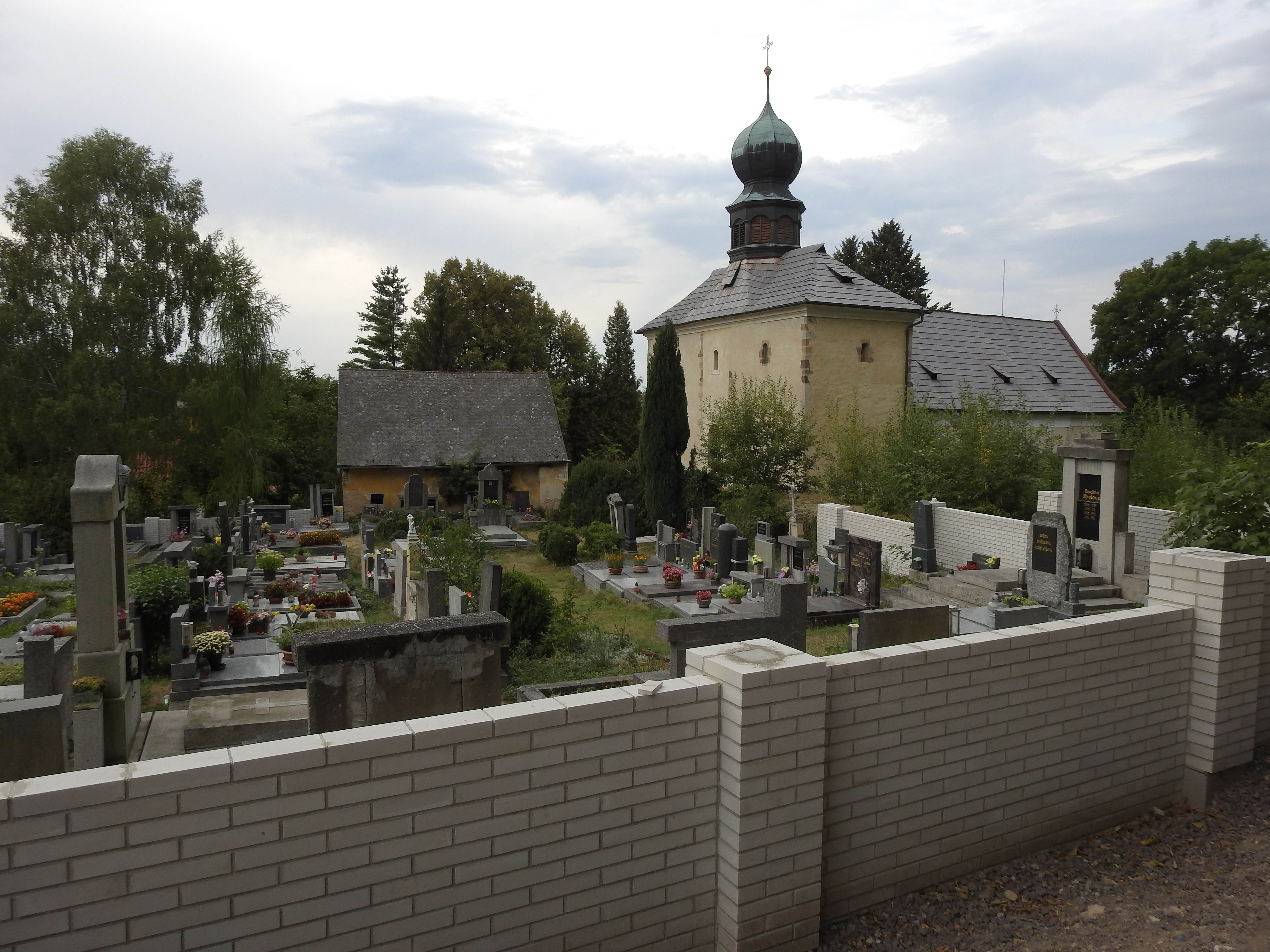
Hřbitov na Velízi v Kublově

Josef Leopold Zvonař (22. ledna 1824 Kublov – 22. listopadu 1865 Praha) byl český hudební skladatel, teoretik a pedagog. Složil desítky písní, ale i mše, komorní skladby, sonáty a dvě opery; dodnes je známá píseň Vlastenské hory („Čechy krásné, Čechy mé…“), jejíž text napsal Václav Jaromír Picek. Řadu let vyučoval na varhanické škole a vyšší dívčí škole. Přispíval do časopisu Dalibor a vydal několik teoretických spisů. Spoluzakládal pěvecký sbor Hlahol. Většina jeho prací je dnes zapomenuta. Je však oceňován jako zakladatel české hudební pedagogiky, z níž později vyrostli další talentovaní hudebníci.

## Život
Byl synem zednického tovaryše v Kublově u Berouna. S hudbou se seznamoval již od útlého dětství zásluhou strýce a místních učitelů; postupně hrál na housle, klarinet, lesní roh a flétnu, od čtrnácti let také na klavír. Rodiče si původně přáli, aby se vyučil krejčím, ale kublovský farář Josef Dmych poznal chlapcův talent a pomáhal mu v přípravě na studia. Po složení zkoušek u piaristů v Berouně odjel v sedmnácti letech do Prahy na přípravný učitelský kurs.
Hudba ho ovšem lákala víc, a tak se roku 1842 přihlásil na varhanickou školu, kterou řídil Karel František Pitsch (Píč). Začátky byly těžké. Zvonař se předchozí rok hudbě prakticky nevěnoval a jeho první výsledky byly tak špatné, že byl přijat pouze podmíněně. Brzy se mu do cesty postavila i nemoc, kvůli které se dostal do finanční tísně. Ukázalo se, že víc než praktická hra na varhany, v níž měl jen průměrné výsledky, jeho talentu odpovídá spíš hudební teorie a skladba. Ředitel Pitsch si toho všiml a pomáhal mu. Roku 1844 mu na své škole nabídl místo asistenta a později druhého učitele zpěvu. Učil tam šestnáct let a v roce 1858, po Pitschově smrti, se na půl roku stal i zatímním ředitelem.
V letech 1843–47 skládal zejména německé písně pro piano. Roku 1847 přednesl svou první skladbu v Cecilském spolku (pojmenovaném podle svaté Cecilie, patronky hudebníků), ale bez úspěchu. Později se zaměřil na zhudebňování českých básní, např. Čelakovského, Chmelenského a Picka. Mimo jiné složil hudbu pro známou Pickovu píseň Vlastenské hory („Čechy krásné, Čechy mé“). Během revoluce roku 1848 byl členem Svornosti.
Od roku 1858 přispíval do hudebního časopisu Dalibor. Jeho články prozrazovaly sečtělost, dobrý úsudek a svědomitost autora. Téhož roku navštívil Itálii přes Salcburk, Bavorsko a Tyrolsko; o cestě napsal reportáž pro Pražské noviny.
Dokud neexistovaly české hudební spolky, účastnil se činnosti v německých spolcích Jednota cecilská nebo Žofínská akademie. Roku 1861 se stal spoluzakladatelem a místopředsedou českého pěveckého sboru Hlahol.
Po založení na Vyšší dívčí škole v Praze se na ní stal učitelem zpěvu. Od roku 1863 byl ředitelem kůru u sv. Trojice. Na začátku roku 1865 pořádal pro Uměleckou besedu přednášky o lidových písních.
Zemřel na tuberkulózu, zčásti i v důsledku velkého pracovního vypětí. Pohřben byl v rodné obci za velké účasti rodáků i členů Hlaholu. Velký majetek nezanechal, jeho knihovnu zdědila Umělecká beseda.

## Význam
Josef Leopold Zvonař byl ve své době velmi známý a uznávaný. Dobový tisk přinesl např. zprávu, že pěvecký sbor v Kopidlně požádal v červnu 1865 mistra o svolení použít jeho jméno v názvu spolku. Zvonař odmítl se zdůvodněním, že taková čest náleží především osobnostem již zemřelým. S odvoláním na tento argument pak spolek přijal jeho jméno v prosinci téhož roku, po Zvonařově smrti. 24. září 1871 byla na jeho rodném domě osazena pamětní deska.
Již počátkem 80. let 19. století, a tím spíše dnes, je Zvonařova tvorba již z větší části zapomenuta. Z dnešního pohledu je nutné ocenit hlavně jeho pedagogickou a organizátorskou činnost. Vytvořil základy české hudební pedagogiky a aktivně přispěl ke vzniku hudebních institucí a spolků. Na tyto základy pak navázali další talentovaní následovníci. Profesor Mirko Očadlík jej kdysi srovnal se současníkem Bedřichem Smetanou, který se narodil téhož roku: Pokud byl Smetana Mesiášem české hudby, pak Zvonař je jejím „Janem Křtitelem“ – tím, jak popularizoval hudbu v české veřejnosti a prohloubil její teoretický základ.

## Dílo
Zvonař je autorem šedesáti písní s německými i českými texty, třiceti mužských sborů, tří mší a několika menších chrámových skladeb, dvou sonát pro klavír a čtyř pro varhany, několika komorních skladeb, dvou oper (Lesní kaple 1860, Záboj 1859–62) a čtyř předeher pro orchestr.
Přispíval do hudebního časopisu Dalibor. Knižně vydal např.:
- Hudební památky české (sborník písní)
- Johanna Dark, panna Orleánská (hudba k tragédii Viléma Gablera
- Navedení k snadnému potřebných kadencí skládání
- Příruční knížka při vyučování zpěvu pro I. třídu vyšších dívčích škol
- Společenský zpěvník český (texty sestavil Josef Bojislav Pichl)
- Základy harmonie a zpěvu (1861), první obsažnější česká kniha o hudbě[6]
- Zpěvy ku veškerým částem mše svaté

Píseň „Čechy krásné, Čechy mé“ se dočkala několika tištěných vydání, mimo jiné v letech 1939, 1940, 1942 a 1948.